# Qualificazioni all'AFC Futsal Championship 2010
Le qualificazioni all'undicesimo Asian Futsal Championship, che sarà disputato nel 2010 in Uzbekistan, hanno visto impegnate 24 formazioni.
La manifestazione ha visto già qualificate alla fase finale quattro formazioni: l'Uzbekistan paese organizzatore l'Iran campione uscente, la Thailandia finalista ed il Giappone che tuttavia ha deciso di prendere parte alle qualificazioni perché i gironi dell'estremo oriente designeranno anche il campione della East Asian Football Federation, ma non entrerà nel ranking di qualificazione perché già qualificata automaticamente.

## Zona Est
I due gironi di prequalificazione si svolgeranno al Beijing University of Technology di Pechino, Cina. Le sette squadre sono state divise in due gironi:

### Gruppo A
| Squadra       | G | V | N | P | GF | GS | Pti |
| ------------- | - | - | - | - | -- | -- | --- |
| Giappone      | 3 | 3 | 0 | 0 | 22 | 3  | 9   |
| Taipei cinese | 3 | 2 | 0 | 1 | 13 | 10 | 6   |
| Hong Kong     | 3 | 1 | 0 | 2 | 10 | 11 | 3   |
| Macao         | 3 | 0 | 0 | 3 | 7  | 28 | 0   |

### Gruppo B
| Squadra       | G | V | N | P | GF | GS | Pti |
| ------------- | - | - | - | - | -- | -- | --- |
| Cina          | 2 | 2 | 0 | 0 | 28 | 4  | 6   |
| Corea del Sud | 2 | 1 | 0 | 1 | 30 | 5  | 3   |
| Guam          | 2 | 0 | 0 | 2 | 1  | 49 | 0   |

### Semifinali
| Pechino 28 novembre 2009, ore 16:30 | Cina | 5 – 1 | Taipei cinese | Beijing University of Technology |

| Pechino 28 novembre 2009, ore 19:45 | Giappone | 6 – 1 | Corea del Sud | Beijing University of Technology |

### Finale 3º-4º posto
| Pechino 29 novembre 2009, ore 14:00 | Taipei cinese | 7 – 6 | Corea del Sud | Beijing University of Technology |

### Finale
| Pechino 29 novembre 2009, ore 16:30 | Giappone | 4 – 5 | Cina | Beijing University of Technology |

## Zona Ovest
I due gironi di prequalificazione si svolgeranno all'Al Gharafa Stadium di Doha in Qatar. Le sette squadre sono state divise in due gironi, l'Arabia Saudita, inizialmente inserita nel girone A, si è ritirata dalla competizione.

### Gruppo A
| Squadra | G | V | N | P | GF | GS | Pti |
| ------- | - | - | - | - | -- | -- | --- |
| Libano  | 2 | 1 | 1 | 0 | 12 | 7  | 4   |
| Qatar   | 2 | 1 | 0 | 1 | 7  | 11 | 3   |
| Bahrein | 2 | 0 | 1 | 1 | 7  | 8  | 1   |

### Gruppo B
| Squadra   | G | V | N | P | GF | GS | Pti |
| --------- | - | - | - | - | -- | -- | --- |
| Iraq      | 2 | 1 | 0 | 1 | 7  | 4  | 3   |
| Kuwait    | 2 | 1 | 0 | 1 | 3  | 3  | 3   |
| Giordania | 2 | 1 | 0 | 1 | 4  | 7  | 3   |

### Semifinali
| Doha 17 ottobre 2009, ore 17:00 | Iraq | 4 – 0 | Qatar | Al Gharafa Stadium |

| Doha 17 ottobre 2009, ore 19:30 | Libano | 1 – 0 | Kuwait | Al Gharafa Stadium |

### Finale 3º-4º posto
| Doha 18 ottobre 2009, ore 17:00 | Qatar | 9 – 13 (D.T.S.) | Kuwait | Al Gharafa Stadium |

### Finale
| Doha 18 ottobre 2009, ore 19:30 | Iraq | 1 – 3 | Libano | Al Gharafa Stadium |

## Zona ASEAN
I due gironi di prequalificazione si svolgeranno al Jakarta Tennis Indoor Stadium in Indonesia tra il 20 ed il 25 febbraio. Le otto squadre sono state divise in due gironi:

### Gruppo A
| Squadra   | G | V | N | P | GF | GS | Pti |
| --------- | - | - | - | - | -- | -- | --- |
| Australia | 2 | 2 | 0 | 0 | 10 | 2  | 6   |
| Indonesia | 2 | 1 | 0 | 1 | 8  | 5  | 3   |
| Birmania  | 2 | 0 | 0 | 2 | 2  | 13 | 0   |

* Brunei escluso dopo la decisione FIFA

### Gruppo B
| Squadra   | G | V | N | P | GF | GS | Pti |
| --------- | - | - | - | - | -- | -- | --- |
| Malaysia  | 3 | 2 | 1 | 0 | 19 | 4  | 7   |
| Vietnam   | 3 | 2 | 1 | 0 | 18 | 5  | 7   |
| Filippine | 3 | 1 | 0 | 2 | 10 | 12 | 3   |
| Cambogia  | 3 | 0 | 0 | 3 | 7  | 33 | 0   |

### Semifinali
| Giacarta 24 febbraio 2010 | Malaysia | 3 – 5 | Indonesia | Tennis Indoor Stadium |

| Giacarta 24 febbraio 2010 | Australia | 4 – 1 | Vietnam | Tennis Indoor Stadium |

### Finale 3º-4º posto
| Giacarta 25 febbraio 2009, ore 16:15 | Malaysia | 3 – 6 (D.2T.S.) | Vietnam | Tennis Indoor Stadium |

### Finale
| Giacarta 25 febbraio 2009, ore 18:30 | Indonesia | 0 – 3 | Australia | Tennis Indoor Stadium |

## Zona Centro e Sud
Presso il Tan Binh Gymnasium dal 10 al 12 novembre 2009.

### Gruppo A
| Squadra      | G | V | N | P | GF | GS | Pti |
| ------------ | - | - | - | - | -- | -- | --- |
| Kirghizistan | 3 | 2 | 1 | 0 | 13 | 7  | 7   |
| Tagikistan   | 3 | 2 | 0 | 1 | 19 | 8  | 6   |
| Turkmenistan | 3 | 1 | 1 | 1 | 7  | 9  | 4   |
| Afghanistan  | 3 | 0 | 0 | 3 | 5  | 10 | 0   |